# Konstantinovy Lázně
Konstantinovy Lázně é uma comuna checa localizada na região de Plzeň, distrito de Tachov.